# Voria
Voria – rodzaj muchówek z rodziny rączycowatych (Tachinidae).

## Wybrane gatunki
- V. ciliata d'Aguilar, 1957[1]
- V. micronychia Chao & Zhou, 1993[1]
- V. ruralis (Fallén, 1810)[1]